# 孙纪木
孙纪木（1956年—），浙江绍兴人，汉族，中华人民共和国政治人物、第十二届全国人民代表大会河北地区代表。
毕业于浙江绍兴农业大学农学专业，加入中国共产党，担任邯郸纵横钢铁集团有限公司董事长、总经理。2008年起担任全国人大代表。2013年，被选为全国人大代表。